# Bataille de Lobregal
Guerre d'influence entre famille de Lara et famille de Castro
Batailles
Bataille de Huete
La bataille de Lobregal a lieu en mars 1160, près de Villabrágima en Castille (Espagne). Elle oppose les plus puissantes maison du Royaume de Castille, la famille de Lara à la famille de Castro, dans le cadre de la tutelle du jeune roi Alphonse VIII de Castille.

## Histoire

### Contexte
En 1158, le roi Sanche III de Castille décède, alors que son fils, le futur roi Alphonse VIII est encore bien trop jeune pour régner. La régence du royaume de Castille est alors confiée au comte Manrique Pérez de Lara, alors que son principal rival, Gutierre Fernández de Castro, obtient la tutelle du jeune prince. Le premier parvient alors à convaincre le second de lui donner le rôle d'élever l'enfant, tout en respectant sa tutelle. Une fois l'enfant entre ses mains, il refuse de le rendre à Gutierre Fernández de Castro, qui s'allie alors à l'oncle du prince, le roi Ferdinand II de León, en 1160. 

### Bataille
Quelque temps après cette bienheureuse alliance, la famille de Castro monte une armée en collaboration avec Ferdinand II, placée sous les ordres de Fernan Rodriguez de Castro et entre dans le Royaume de Castille. Les troupes des deux partis se rencontrent alors près de Villabrágima.
Le combat est engagé par le commandant des soldats de la famille de Lara, Nuño Pérez de Lara, qui tente une violente percée dans les lignes ennemies, incursion repoussée. Durant les combats, le comte Osorio Martínez, allié des Lara, est tué par Fernan Rodriguez de Castro, qui est par ailleurs son gendre. 
La bataille tourne ensuite à la déroute totale pour les Lara, au travers de la capture des commandants Nuño Pérez de Lara et Rodrigo Gutiérrez Girón, et de la mort du frère de ce dernier, Álvaro Gutiérrez. C'est ainsi une grave défaite pour la famille de noblesse castillane.

### Conséquences
Même si l'issue de la bataille n'a pas permis à la famille de Castro de récupérer la tutelle du jeune roi Alphonse VIII, aux mains du comte Manrique Pérez de Lara, elle a pu augmenter considérablement son influence à la fois en Castille, et à la cour du Royaume de Léon. Les prisonniers fait au cours de la bataille ont finalement été libéré en septembre 1160, au travers d'un accord de paix, qui durera jusqu'en 1164, date de la bataille de Huete, où le chef de la famille de Lara, Manrique Pérez de Lara, sera tué.